# Sissy Wish
Siri Wålberg, bedre kendt som Sissy Wish (født 17. oktober 1980), er en popsangerinde fra Norge.

## Diskografi
- You may breathe (2005)
- Tuning in (2005)